# Segugio dell'Istria a pelo raso
Il segugio dell'Istria a pelo raso (in croato istarski kratkodlaki gonič) è una razza canina originaria dell'Istria riconosciuta dalla FCI (Standard N. 151, Gruppo 6, Sezione 1).

## Descrizione
Ha il mantello corto, liscio, lucido, di solito bianco, con chiazze sparse color arancione. Il corpo è tipicamente muscoloso con zampe lunghe e una coda lunga. La testa è abbastanza larga e piatta, le orecchie sono corte, triangolari, a goccia, aderenti alla testa.
L'altezza ideale del cane adulto è di 50 cm e il peso di circa 18 kg, la femmina è leggermente più piccola. L'abbaio e il guaìto (importanti per un segugio) sono persistenti e acuti.

## Storia
Nel 1924 è stato istituito un libro genealogico per documentare questa razza canina. La federazione FCI ha accettato la razza nel 1949, anche se il primo breed standard fu pubblicato nel 1973. È riconosciuto nel gruppo 6 dei segugi. Inoltre è riconosciuto con il nome originale in croato (Istarski Kratkodlaki Gonič), la traduzione standard in inglese, altre traduzioni e combinazioni tra le traduzioni e l'originale croato da club minori ed altre organizzazioni. L'istrian shorthaired hound è ancora tenuto nel suo ambiente originario e zone vicine per la caccia, non come animale da compagnia, ed è molto apprezzato per cacciare la volpe e il coniglio.

## Salute e carattere
Non ci sono specifici problemi di salute per questo cane. Secondo lo standard, il temperamento è docile e calmo; è vivace ed entusiasta quando caccia.